# Pănătău (gmina)
Pănătău – gmina w Rumunii, w okręgu Buzău. Obejmuje miejscowości Begu, Lacu cu Anini, Măguricea, Pănătău, Plăișor, Râpile, Sibiciu de Jos, Tega i Zaharești. W 2011 roku liczyła 2537 mieszkańców.